# Bipinnula montana
Bipinnula montana é uma espécie de orquídeas geófitas, família Orchidaceae, que existem apenas no Uruguai, em baixas altitudes. São plantas terrestres ou humícolas, de crescimento sazonal, que passam por período de dormência quando apenas subsistem suasraízes fasciculadas e mais ou menos tuberosas, resistentes às secas prolongadas e mesmo incêndios. Apresentam pseudocauleherbáceo, com poucas flores ou apenas uma flor apical, cujas sépalas e pétalas muito diferem entre si; as sépalas laterais são estreitas e na extremidade alargam-se terminando em uma espécie de franja que lembra uma pluma.

## Publicação e sinônimos
- Bipinnula montana Arechav., Anales Mus. Nac. Montevideo 2: 282 (1899).